# Bad Boy (пісня Red Velvet)
«Bad Boy» (укр. Поганий хлопець) — пісня південнокорейського жіночого гурту Red Velvet, що стала синглом із перевидання другого студійного альбому колективу The Perfect Red Velvet. Вийшла 29 січня 2018 року на лейблі SM Entertainment. Автори тексту — продюсери JQ і Мун Хійон, аранжувальники — The Stereotypes, Maxx Song, Вітні Філіпс та Ю Йонджін. Композиція поєднує в собі елементи ритм-енд-блюзу та хіп-хопу.
«Bad Boy» отримала позитивні відгуки музичних критиків, які високо оцінили рівень продюсування пісні та R&B-поп-звучання гурту. Сингл потрапив до списку «Білборд» «100 найкращих пісень 2018 року», а також очолив рейтинг «20 найкращих K-pop-пісень року». «Bad Boy» стала комерційно успішною, посівши друге місце в чарті синглів Gaon Digital Chart та отримавши платиновий сертифікат від Корейської асоціації музичного контенту (KMCA) за продаж понад 2 500 000 цифрових копій. Окрім того, пісня посіла друге місце в чарті World Digital Songs та 87 місце в Canadian Hot 100.
«Bad Boy» став одним із двох номерів, виконаних Red Velvet на концерті «Весна наближається» у Східопхеньянському Великому театрі, серед глядачів якого був і Кім Чен Ин. Подія проводилася як акт культурної дипломатії та стала частиною ширшої дипломатичної ініціативи між Південною та Північною Кореями. Поява колективу на концерті зробила Red Velvet п'ятим ідол-гуртом та першим артистом SM Entertainment за п'ятнадцять років після Shinhwa, який коли-небудь виступав у Північній Кореї.

## Передісторія та випуск

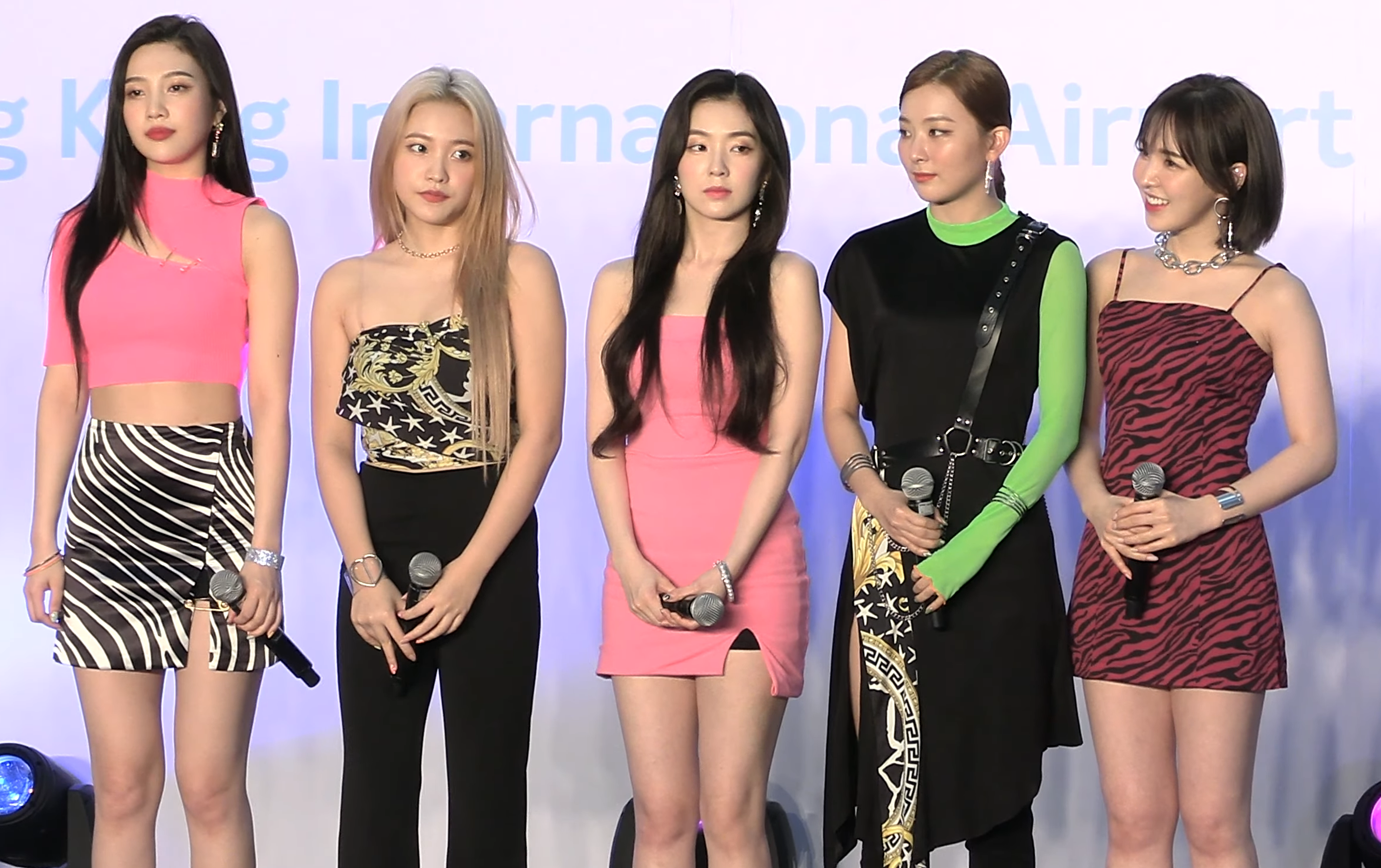
Red Velvet у 2019 році

Жіночий K-pop-гурт Red Velvet дебютував 2014 року із синглом «Happiness». Музика квінтету базується на контрастних «червоній» та «оксамитовій» сторонах. «Червона» сторона яскрава, світла, смілива та грайлива, а також переважно жанру поп. «Оксамитова» половина музики м'яка, зріла та елегантна. Пісні з цією концепцією — це насамперед R&B та балади.
23 січня 2018 року SM Entertainment опубліковали
у своїх офіційних акаунтах в соціальних мережах тизер, в якому проголосили, що Red Velvet випустить перевидання свого попереднього студійного альбому Perfect Velvet під назвою The Perfect Red Velvet. Лейбл колективу також додав, що до платівки увійдуть три нові пісні, зокрема головний сингл «Bad Boy», який південнокорейські новинні сайти описали як пісню з новою для гурту «сексуальною» або «ґерл-краш»-концепцією. 26 січня були опубліковані рекламні зображення учасниць у соціальних мережах; журналіст Кан Соджон з Osen прокоментував, що в них відчувається атмосфера могутніх «онні». Він також зазначив, що концепція пісні сильно відрізняється від минулих релізів квінтету. 24 січня був опублікований офіційний тизер музичного відеокліпу, а сама пісня вийшла 29 січня 2018 року одночасно з перевиданням і супровідним вілеокліпом. Англійська версія «Bad Boy» була випущена як бонус-трек для наступного мініальбому Red Velvet Summer Magic 6 серпня 2018 року. 1 листопада 2021 року вийшли три ремікс-версії «Bad Boy».

## Композиція
«Bad Boy» спродюсовали The Stereotypes, Maxx Song, Вітні Філіпс та Ю Йонджін. Композицію описували як R&B з елементами хіп-хопу, синтезаторною мелодією та важким басовим звуком. Пісня створена в тональності ре-мажор із темпом 150 ударів на хвилину; вона стала п'ятим синглом Red Velvet з «оксамитовою» концепцією. В епізоді Deconstructed для вебсайту Genius продюсерська команда The Stereotypes розповіла, що вони звернулися до R&B 1990-х років у пошуках музичного натхнення, а лейбл SM Entertainment дозволив команді використати цей стиль; за їхніми словами, в Кореї люблять «музикальність», тому такий жанр був би краще сприйнятий, ніж у США. Загальна тривалість пісні становить три хвилини тридцять одну секунду. Композиція починається з мелодії, створеної на віртуальному синтезаторі Sylenth, за якою слідують ударна партія та бітова петля. Потім продюсер Джеремі Рівз додав до другої половини куплету створену на інструменті Trilian основну басову лінію, а Рей Чарльз Маккалоу — педальні звуки до передприспіву, щоб окреслити акорди та зберегти енергію. Другий куплет починається з додаткової різкої лінії (англ. snap line) продюсера Рея Ромулуса, який далі наклав фортепіанні акорди на октаву в другому приспіві. Під час складання бриджу Рівз обрізав петлю малого барабана (англ. snap loop), замінив синтезатор та змінив його послідовність. За словами продюсера Джонатана Їпа, бридж мав «відвернути [слухачів] від решти почуттів пісні» та створити несподіваний зсув у композиції. 
Текст «Bad Boy», написаний JQ та Мун Хійоном, відображає зворушливі емоції «поганого хлопця» та гордовитої дівчини, які приваблюють одне одного. Мексиканський новинний сайт Milenio додав, що текст розповідає історію про початок стосунків пари.

## Критика
Тамар Герман з «Білборду» назвала пісню «найтемнішою» в дискографії Red Velvet і додала, що учасниці в The Perfect Red Velvet «обіграли свої плавніші ретро-схили». Окрім того, вона назвала пісню та альбом «загальним відображенням» «оксамитової» сторони гурту, що контрастує з яскравішими «червоними» піснями попереднього року. Джефф Бенджамін із Fuse відчув, що гурт зробив свій внесок у сучасний R&B та хіп-хоп, і порівняв Red Velvet з іншими артистами, такими як Ріанна, Тінаше та Cardi B, які використовують «зухвалі, причепливі фрази у своїх куплетах і приспівах». У «Форбс» висловили думку, що робота The Stereotypes «допомогла відточити розкішне звучання жіночого гурту, яке поєднує сучасний R&B та поп». Оглядаючи подвійну концепцію Red Velvet, південнокорейський сайт X Sports News описав «Bad Boy» як ідеальне поєднання інтенсивної «червоної» та м'якої «оксамитової» сторін гурту.
У грудні 2018 року журнал «Білборд» помістив «Bad Boy» до списків «100 найкращих пісень 2018 року: Вибір критиків» та «20 найкращих K-pop-пісень 2018 року: Вибір критиків», другий із яких пісня очолила; так, Red Velvet став жіночим гуртом, який очолив список американського видання вперше за весь час його існування з 2012 року. У статті «Білборд» «Bad Boy» назвали «одним із найбездоганніших творів гурту на сьогоднішній день». Dazed також включили пісню до «20 найкращих K-pop-пісень 2018 року» та назвали її «стриманим, але сміливим, маслянистим, середньотемповим R&B-треком, який акцентує увагу на голосах квінтету». Потім видання дійшло висновку, що «Red Velvet вже є найцікавішим із музичної точки зору жіночим K-pop-гуртом», а ця пісня «стверджує їх загалом як одного з найкращих у грі». Пісня потрапила на друге місце списку «20 найкращих K-Pop-пісень 2018 року» за версією Paper; в огляді прокоментували, що «в рік, відзначений жахливими чоловіками, які (досі) займають занадто багато заголовків, жіночий гурт перевертає сценарій та представляє оду „Bad Boy“ — один із найдосконаліших і найкращих релізів року».
2019 року «Білборд» помістив «Bad Boy» на 27 місце в списку «100 найкращих K-pop пісень 2010-х років: Список співробітників». Автор статті Л. Сінгх назвав «Bad Boy» «ідеальним відображенням зрілої „оксамитової“ персони» Red Velvet, а також похвалив композицію за те, «наскільки відчутні звукові та візуальні шари пісні».
| Публікація    | Список                                                                | Місце | Прим.  |
| ------------- | --------------------------------------------------------------------- | ----- | ------ |
| «Білборд»     | 100 найкращих пісень 2018 року: Вибір критиків                        | 43    | [ 31 ] |
| «Білборд»     | 20 найкращих K-pop-пісень 2018 року: Вибір критиків                   | 1     | [ 32 ] |
| «Білборд»     | 100 найкращих K-Pop-пісень 2010-х років                               | 27    | [ 33 ] |
| Dazed         | 20 найкращих K-pop-пісень 2018 року                                   | 4     | [ 34 ] |
| Idology Korea | Найкращі пісні 2018 року                                              | 4     | [ 35 ] |
| Paper         | 20 найкращих K-Pop-пісень 2018 року                                   | 2     | [ 36 ] |
| SBS PopAsia   | 100 найкращих азійських поп-пісень 2018 року за версією PopAsia: 50—1 | 4     | [ 37 ] |

## Комерційний успіх
У Південній Кореї «Bad Boy» дебютувала на другому місці в чарті синглів Gaon Digital Chart, де утримувалася протягом двох тижнів поспіль. Пісня стала дев'ятим релізом Red Velvet у першій десятці цього чарту, а також четвертим № 2 (після «Dumb Dumb», «Russian Roulette» та «Peek-a-Boo»). Окрім того, «Bad Boy» протягом тижня очолювала хіт-парад Gaon Download Chart та посідала друге місце в Billboard K-pop Hot 100. Сингл став другою найпродаванішою піснею в лютневому випуску Gaon Digital Chart, а також двадцять шостою в аналогічному щорічному випуску за 2018 рік. У квітні 2020 року «Bad Boy» отримала платиновий сертифікат від Корейської асоціації музичного контенту (KMCA) за продаж 2 500 000 завантажень, ставши третьою піснею Red Velvet з подібним досягненням після «Red Flavor» і «Russian Roulette», та першою піснею, яка принесла гурту сертифікат KMCA після впровадження системи сертифікації 2018 року.
Пісня досягла успіху й у Північній Америці, де посіла друге місце в чарті Billboard World Digital Song Sales, забезпечивши Red Velvet найкращий тиждень продажів у США на сьогоднішній день: з 26 січня до 1 лютого було продано 4000 цифрових копій. Зрештою «Bad Boy» стала найпродаванішою піснею гурту в Штатах станом на січень 2020 року, усього було продано понад 27 000 копій. Крім того, «Bad Boy» став першим записом гурту в Canadian Hot 100, де посідав 87 місце протягом тижня, зробивши Red Velvet третім жіночим виконавцем та сьомим K-pop-артистом, який з'явився в цьому хіт-параді. Ця пісня стала третім синглом Red Velvet, який потрапив у чарт Japan Hot 100, досягнувши 49 місця та утримуючись на ньому протягом тижня.

## Відеокліп

Кадр із відеокліпу

Супровідний музичний відеокліп, знятий Кім Джакьоном із Flexible Pictures, вийшов в один день з альбомом та піснею. Хореографію розробила японська хіп-хоп-танцюристка та хореограф Хата Рі, яка раніше працювала зі співачками CL над «The Baddest Female» та БоА над синглом «Nega Dola». Енні Мартін з UPI назвала кліп «гарячим», в ньому учасниці красувалися в різноманітному вбранні, зокрема в повністю чорних костюмах та рожевій піжамі. Також вони з'являлися в сексуальній уніформі та спортивному вбранні з ажурної шкіри та сітки. Тамар Герман з «Білборду» відзначила різницю між веселковими відтінками кліпу на останній сингл гурту «Peek-a-Boo» та заявила, що дівчата зображені в образі «рокових жінок, які прагнуть знищити титулованого „поганого хлопця“». Також вона зазначила, що відео не було «особливо орієнтованим на сюжет», але «небезпечна атмосфера Айрін, Сильґі, Венді та Джой контрастували з тиндітним образом наймолодшої учасниці Єрі, яка їздить верхом на єдинорозі, та яку інші, здавалося б, захищають, Сильґі навіть затулила їй вуха в одній зі сцен». Герман назвала хореографію «однією з найсексуальніших» у Red Velvet, та додала, що танці були «наповнені спокусливими рухами стегон та агресивними рухами рук, гарячим манінням публіки та стрільбою в камеру». Ейвері Томпсон із Hollywood Life заявила, що музичний відеокліп на «Bad Boy» — «музична досконалість», а учасниці в ньому — «втілення дівочої сили». Вона також похвалила хореографію та вокал гурту. Станом на лютий 2025 року кліп на пісню має понад 400 мільйонів переглядів на YouTube.

## Концертні виступи
1 лютого 2018 року Red Velvet виступили з пінснею на музичному шоу M Countdown. Протягом наступних трьох днів гурт представив «Bad Boy» на Music Bank, Show! Music Core та Inkigayo відповідно, а 7 лютого — на Show Champion.
1 квітня 2018 року Red Velvet виконали «Bad Boy» разом із іншою своєю піснею «Red Flavor» на концерті «Весна наближається» у Пхеньяні в Східопхеньянському Великому театрі, проведеному як частина ширшої дипломатичної ініціативи між Південною та Північною Кореями, серед глядачів якого був і Кім Чен Ин. Це зробило їх п'ятим ідол-гуртом та першим артистом SM Entertainment за п'ятнадцять років після Shinhwa, який коли-небудь виступав у Північній Кореї. Також квінтет виконав напів-корейську, напів-англійську версію пісні на фан-зустрічі в Чикаго в квітні 2018 року.

## Нагороди
| Рік                     | Організація                                  | Нагорода            | Результат | Прим.  |
| ----------------------- | -------------------------------------------- | ------------------- | --------- | ------ |
| 2018                    |                                              |                     |           |        |
| Mnet Asian Music Awards | Пісня року                                   | Номінація           | [ 56 ]    |        |
| Mnet Asian Music Awards | Найкращий танцювальний виступ — жіночий гурт | Номінація           | [ 56 ]    |        |
| 2019                    | Gaon Chart Music Awards                      | Пісня року — січень | Номінація | [ 57 ] |
| 2019                    | Golden Disc Awards                           | Пісня року (Тесан)  | Номінація | [ 58 ] |
| 2019                    | Korean Music Awards                          | Найкраща поп-пісня  | Номінація | [ 59 ] |

| Програма      | Дата           | Прим.  |
| ------------- | -------------- | ------ |
| Show Champion | 7 лютого 2018  | [ 60 ] |
| M Countdown   | 8 лютого 2018  | [ 61 ] |
| M Countdown   | 15 лютого 2018 | [ 62 ] |
| Music Bank    | 9 лютого 2018  | [ 63 ] |
| Inkigayo      | 11 лютого 2018 | [ 64 ] |

| Нагорода                | Дата            | Прим.  |
| ----------------------- | --------------- | ------ |
| Weekly Popularity Award | 12 березня 2018 | [ 65 ] |

## Довідкові дані

### Список композицій
- Цифрове завантаження / потокове мультимедіа — Корейська версія[66]

1. «Bad Boy» — 3:30

- Цифрове завантаження / потокове мультимедіа — Ремікси[15]

1. «Bad Boy (Ремікс PREP)» — 3:41
2. «Bad Boy (Ремікс nomad)» — 3:31
3. «Bad Boy (Ремікс Slom)» — 3:34

### Учасники запису
Джерело: буклети альбому:
- SM Entertainment – виконавчий продюсер
- Лі Суман – продюсер
- Maxx Song – композиція, бек-вокал, вокальна режисура, цифровий монтаж, робота з Pro Tools
- Чан Уйон (Doobdoob Studio) – цифровий монтаж
- Ку Чонпхіль (S.M. Yellow Tail Studio) – зведення[en]
- Ренді Меррілл[en] (Sterling Sound) – мастеринг
- Лі Джіхон (S.M. Lvyin Studio) – звукорежисура
- JQ – автор тексту
- Мун Хійон  – автор тексту
- Ю Йонджін – композиція
- The Stereotypes[en] – композиція, аранжування
- Вітні Філіпс  –  композиція, бек-вокал
- Red Velvet – вокал, бек-вокал

### Чарти
| Чарт (2018)                         | Пікова позиція |
| ----------------------------------- | -------------- |
| Канада (Canadian Hot 100)           | 87             |
| Японія (Japan Hot 100)              | 49             |
| Малайзія (RIM)                      | 18             |
| Сінгапур (RIAS)                     | 8              |
| Південна Корея (Gaon)               | 2              |
| Південна Корея (K-pop Hot 100)      | 2              |
| США World Digital Songs (Billboard) | 2              |

| Чарт (2018)                         | Позиція |
| ----------------------------------- | ------- |
| Південна Корея (Gaon)               | 26      |
| США World Digital Songs (Billboard) | 22      |

### Сертифікації
| Регіон | Сертифікація | Продажі    |
| --- | ------------ | ---------- |
| Нова Зеландія (RIANZ)                                                                                      | Золотий      | 15 000     |
| Південна Корея (KMCA)                                                                                      | Платиновий   | 2 500 000* |
| *продажі, що базуються лише на сертифікаціях · продажі+прослуховування, що базуються лише на сертифікаціях |              |            |

### Історія виходу
| Регіон | Дата             | Формат(и)                                 | Версія    | Лейбл(и)                 | Прим.  |
| ------ | ---------------- | ----------------------------------------- | --------- | ------------------------ | ------ |
| Різні  | 29 січня 2018    | Цифрове завантаження потокове мультимедіа | Корейська | SM Entertainment IRIVER  | [ 66 ] |
| Різні  | 1 листопада 2021 | Цифрове завантаження потокове мультимедіа | Ремікси   | SM Entertainment Dreamus | [ 15 ] |

### Нотатки
1. ↑  «Girl Crush» — фраза, яка позначає любов та захоплення однієї дівчини іншою. У K-pop «ґерл-краш» — дуже популярна тенденція від другої половини 2010-х до початку 2020-х років. Спільним для дівочих гуртів із такою концепцією є сильний, впевнений, індивідуальний та активний образ або темперамент, а також сильніше та важче звучання[9].